# Sächsische Badmintonmeisterschaft
Sächsische Badmintonmeisterschaften werden seit der Saison 1990/1991 ausgetragen. Sie gingen aus den Bezirksmeisterschaften der ehemaligen DDR-Bezirke Dresden, Leipzig und Karl-Marx-Stadt hervor. Mit der Ländereinführung kamen auch einige spielstarke Regionen des früheren Bezirkes Cottbus (Hoyerswerda, Weißwasser) zu Sachsen. Die Titelkämpfe stellen die dritthöchste Meisterschaftsebene im Badminton in Deutschland dar und sind die direkte Qualifikation für die Südostdeutschen Badmintonmeisterschaften.

## Titelträger
| Saison    | Herreneinzel                           | Dameneinzel                                 | Herrendoppel                                                                  | Damendoppel                                                                    | Mixed                                                                     |
| --------- | -------------------------------------- | ------------------------------------------- | ----------------------------------------------------------------------------- | ------------------------------------------------------------------------------ | ------------------------------------------------------------------------- |
| 1990/1991 | Wolf Tröger (SG Robur Zittau)          | Dagmar Mulansky (HSG TU Dresden)            | Steffen Walther (SG Robur Zittau) Wolf Tröger (SG Robur Zittau)               | Roswitha Henke (SG Robur Zittau) Gundel Hinke (SG Robur Zittau)                | Steffen Walther (SG Robur Zittau) Roswitha Henke (SG Robur Zittau)        |
| 1991/1992 | Holger Wippich (SG Robur Zittau)       | Bettina Bretschneider (SG Robur Zittau)     | Holger Wippich (SG Robur Zittau) Roland Wunderlich (SG Robur Zittau)          | Elke Hofmann (SV Wismut Chemnitz 48) Carmen Fiedler (SV Wismut Chemnitz 48)    | Jörg Hutzler (SV Wismut Chemnitz 48) Elke Hofmann (SV Wismut Chemnitz 48) |
| 1992/1993 | Holger Wippich (SG Robur Zittau)       | Sandra Otto (BV Zwenkau 64)                 | Holger Wippich (SG Robur Zittau) Jörg Hutzler (SG Robur Zittau)               | Elke Hofmann (SV Wismut Chemnitz 48) Carmen Fiedler (SV Wismut Chemnitz 48)    | Alexander Pigola (HSG DHfK Leipzig) Sandra Otto (BV Zwenkau 64)           |
| 1993/1994 | Holger Wippich (SG Robur Zittau)       | Roswitha Henke (SG Robur Zittau)            | Holger Wippich (SG Robur Zittau) Wolf Tröger (SG Robur Zittau)                | Roswitha Henke (SG Robur Zittau) Candida Pretzsch (SG Robur Zittau)            | Wolf Tröger (SG Robur Zittau) Roswitha Henke (SG Robur Zittau)            |
| 1994/1995 | Axel Hundorf (HSG DHfK Leipzig)        | Sandra Otto (HSG DHfK Leipzig)              | Axel Hundorf (HSG DHfK Leipzig) Matthias Brandt (HSG DHfK Leipzig)            | Roswitha Henke (SG Robur Zittau) Candida Pretzsch (SG Robur Zittau)            | Alexander Pigola (HSG DHfK Leipzig) Sandra Otto (HSG DHfK Leipzig)        |
| 1995/1996 | Holger Wippich (SG Robur Zittau)       | Sandra Otto (SG Robur Zittau)               | Holger Wippich (SG Robur Zittau) Wolf Tröger (SG Robur Zittau)                | Candida Pretzsch (SG Robur Zittau) Sandra Otto (SG Robur Zittau)               | Jörg Hutzler (SG Robur Zittau) Kathrin Tröger (SG Robur Zittau)           |
| 1996/1997 | Holger Wippich (SG Robur Zittau)       | Sandra Otto (SG Robur Zittau)               | Holger Wippich (SG Robur Zittau) Wolf Tröger (SG Robur Zittau)                | Kathrin Tröger (SG Robur Zittau) Carmen Fiedler (Chemnitzer SV Siegmar 48)     | Björn Wippich (SG Robur Zittau) Sandra Otto (SG Robur Zittau)             |
| 1997/1998 | Björn Wippich (SG Robur Zittau)        | Sandra Otto (SG Robur Zittau)               | Matthias Brandt (HSG DHfK Leipzig) Sven Weise (HSG DHfK Leipzig)              | Candida Pretzsch (SG Robur Zittau) Sandra Otto (SG Robur Zittau)               | Björn Wippich (SG Robur Zittau) Sandra Otto (SG Robur Zittau)             |
| 1998/1999 | Björn Wippich (SG Robur Zittau)        | Sandra Otto (SG Robur Zittau)               | Holger Wippich (SG Robur Zittau) Wolf Tröger (SG Robur Zittau)                | Janine Mehlhorn (TSV Niederwürschnitz) Sandy Bauer (TSV Niederwürschnitz)      | Björn Wippich (SG Robur Zittau) Sandra Otto (SG Robur Zittau)             |
| 1999/2000 | Björn Wippich (SG Robur Zittau)        | Sandra Otto (SG Robur Zittau)               | Holger Wippich (SG Robur Zittau) Wolf Tröger (SG Robur Zittau)                | Candida Pretzsch (SG Robur Zittau) Sandra Otto (SG Robur Zittau)               | Björn Wippich (SG Robur Zittau) Sandra Otto (SG Robur Zittau)             |
| 2000/2001 | Björn Wippich (SG Robur Zittau)        | Candida Pretzsch (SG Robur Zittau)          | Matthias Brandt (HSG DHfK Leipzig) Alexander Pigola (HSG DHfK Leipzig)        | Candida Pretzsch (SG Robur Zittau) Gundel Hinke (SG Robur Zittau)              | Björn Wippich (SG Robur Zittau) Candida Pretzsch (SG Robur Zittau)        |
| 2001/2002 | Oliver Witte (TSV Blau-Weiß Röhrsdorf) | Susann Richter (HSG DHfK Leipzig)           | Jörg Hutzler (TSV Blau-Weiß Röhrsdorf) Oliver Witte (TSV Blau-Weiß Röhrsdorf) | Candida Pretzsch (SG Robur Zittau) Sandra Otto (SG Robur Zittau)               | Björn Wippich (SG Robur Zittau) Sandra Otto (SG Robur Zittau)             |
| 2002/2003 | Björn Wippich (SG Robur Zittau)        | Susann Richter (BV Zwenkau 64)              | Björn Wippich (SG Robur Zittau) Sven Schmidt (SG Robur Zittau)                | Sandra Otto (SG Robur Zittau) Katja Förster (TSV Blau-Weiß Röhrsdorf)          | Björn Wippich (SG Robur Zittau) Sandra Otto (SG Robur Zittau)             |
| 2003/2004 | Björn Wippich (SG Robur Zittau)        | Janet Köhler (Radebeuler BV)                | Holger Wippich (SG Robur Zittau) Wolf Tröger (SG Robur Zittau)                | Sandra Otto (SG Robur Zittau) Katja Förster (TSV Blau-Weiß Röhrsdorf)          | Matthias Brandt (HSG DHfK Leipzig) Candida Pretzsch (HSG DHfK Leipzig)    |
| 2004/2005 | Björn Wippich (SG Robur Zittau)        | Susann Richter (BV Zwenkau 64)              | Matthias Brandt (HSG DHfK Leipzig) Sebastian Schulz (HSG DHfK Leipzig)        | Sandra Otto (SG Robur Zittau) Julia Engelhardt (SG Robur Zittau)               | Matthias Brandt (HSG DHfK Leipzig) Candida Pretzsch (HSG DHfK Leipzig)    |
| 2005/2006 | Björn Wippich (SG Robur Zittau)        | Julia Engelhardt (SG Robur Zittau)          | Björn Wippich (SG Robur Zittau) Stefan Adam (SG Robur Zittau)                 | Sandra Otto (SG Robur Zittau) Julia Engelhardt (SG Robur Zittau)               | Holger Wippich (SG Robur Zittau) Sandra Otto (SG Robur Zittau)            |
| 2006/2007 | Björn Wippich (SG Robur Zittau)        | Julia Engelhardt (SG Robur Zittau)          | Björn Wippich (SG Robur Zittau) Stefan Adam (SG Robur Zittau)                 | Candida Pretzsch (HSG DHfK Leipzig) Josephin Benndorf (HSG DHfK Leipzig)       | Björn Wippich (SG Robur Zittau) Sandra Otto (SG Robur Zittau)             |
| 2007/2008 | Björn Wippich (SG Robur Zittau)        | Nicole Bartsch (SG Robur Zittau)            | Björn Wippich (SG Robur Zittau) Sven Schmidt (SG Robur Zittau)                | Christin Lesch (BV 57 Niedersedlitz) Franziska Todt (TSV Blau-Weiß Röhrsdorf)  | Alexander Jacobi (SG Robur Zittau) Nicole Bartsch (SG Robur Zittau)       |
| 2008/2009 | Stefan Adam (SG Robur Zittau)          | Nicole Bartsch (SG Robur Zittau)            | Tobias Axmann (SG Robur Zittau) Stefan Adam (SG Robur Zittau)                 | Susann Richter (BV Zwenkau 64) Svenja Wenzig (BV Zwenkau 64)                   | Stefan Adam (SG Robur Zittau) Julia Engelhardt (SG Robur Zittau)          |
| 2009/2010 | Björn Wippich (SG Robur Zittau)        | Christin Lesch (BV 57 Niedersedlitz)        | Tobias Axmann (SG Robur Zittau) Stefan Adam (SG Robur Zittau)                 | Nicole Bartsch (SG Robur Zittau) Ina Tippelt (SG Gittersee)                    | Stefan Adam (SG Robur Zittau) Julia Engelhardt (SG Robur Zittau)          |
| 2010/2011 | Björn Wippich (SG Robur Zittau)        | Nicole Bartsch (SG Robur Zittau)            | Tobias Axmann (SG Robur Zittau) Stefan Adam (SG Robur Zittau)                 | Julia Engelhardt (SG Robur Zittau) Christin Lesch (BV 57 Niedersedlitz)        | Stefan Adam (SG Robur Zittau) Julia Engelhardt (SG Robur Zittau)          |
| 2011/2012 | Björn Wippich (SG Robur Zittau)        | Nicole Bartsch (SG Robur Zittau)            | Benjamin Reissig (HSG DHfK Leipzig) Stefan Sadlau (HSG DHfK Leipzig)          | Noreen Rurainski (TSV Niederwürschnitz) Svenja Wenzig (BV Zwenkau 64)          | Björn Wippich (SG Robur Zittau) Kathrin Tröger (SG Robur Zittau)          |
| 2012/2013 | Stefan Adam (SG Robur Zittau)          | Anna Bram (SG Gittersee)                    | Sven-Matti Kamann (Tauchaer SV) Tom Wendt (SG Gittersee)                      | Nicole Bartsch (SG Robur Zittau) Lisa Baumgärtner (HSG DHfK Leipzig)           | Marcel Bachmann (TSV Dresden) Kathrin Tröger (SG Robur Zittau)            |
| 2013/2014 | Stefan Adam (SG Robur Zittau)          | Nicole Bartsch (SG Robur Zittau)            | Tobias Axmann (SG Robur Zittau) Stefan Adam (SG Robur Zittau)                 | Nicole Bartsch (SG Robur Zittau) Lisa Baumgärtner (HSG DHfK Leipzig)           | Stefan Adam (SG Robur Zittau) Nicole Bartsch (SG Robur Zittau)            |
| 2014/2015 | Stefan Adam (SG Robur Zittau)          | Nicole Bartsch (SG Robur Zittau)            | Benjamin Reissig (HSG DHfK Leipzig) Tom Scholz (HSG DHfK Leipzig)             | Nicole Bartsch (SG Robur Zittau) Lisa Baumgärtner (SG Gittersee)               | Stefan Adam (SG Robur Zittau) Laura Adam (SG Robur Zittau)                |
| 2015/2016 | Sven-Matti Kamann (Tauchaer SV)        | Nicole Bartsch (SG Robur Zittau)            | Marcel Bachmann (TSV Dresden) Till Borsdorf (TSV Dresden)                     | Nicole Bartsch (SG Robur Zittau) Laura Adam (SG Robur Zittau)                  | Marcel Bachmann (TSV Dresden) Linda Scheithauer (TSV Dresden)             |
| 2016/2017 | Sven-Matti Kamann (Tauchaer SV)        | Laura Adam (SG Robur Zittau)                | Pit Hofmann (TSV Niederwürschnitz) Sven-Matti Kamann (Tauchaer SV)            | Caroline Koinzer (BV Marienberg) Nathalie Seidel (BV Marienberg)               | Marcel Bachmann (TSV Dresden) Linda Scheithauer (TSV Dresden)             |
| 2017/2018 | Pit Hofmann (HSG DHfK Leipzig)         | Anja Hübner (TSV Dresden)                   | Michael Prinz (TSV Dresden) Marcel Bachmann (TSV Dresden)                     | Laura Adam (HSG DHfK Leipzig) Paula-Elisabeth Nitschke (SG Bräunsdorf)         | Pit Hofmann (HSG DHfK Leipzig) Laura Adam (HSG DHfK Leipzig)              |
| 2018/2019 | Tim Gericke (BSV Markranstädt)         | Caroline Koinzer (TSV Dresden)              | Tim Gericke (BSV Markranstädt) Martin Höppner (BSV Markranstädt)              | Merle Krachudel (BSV Markranstädt) Paula-Elisabeth Nitschke (HSG DHfK Leipzig) | Sven Hendrich (HSG DHfK Leipzig) Merle Krachudel (BSV Markranstädt)       |
| 2019/2020 | Stefan Adam (SG Robur Zittau)          | Paula-Elisabeth Nitschke (HSG DHfK Leipzig) | Stefan Adam (SG Robur Zittau) Björn Wippich (SG Robur Zittau)                 | Sandra Kämpf (TSV Niederwürschnitz) Judith Räder (BV Marienberg)               | Marcel Bachmann (TSV Dresden) Linda Scheithauer (TSV Dresden)             |
| 2020/2022 | nicht ausgetragen                      | nicht ausgetragen                           | nicht ausgetragen                                                             | nicht ausgetragen                                                              | nicht ausgetragen                                                         |
| 2022/2023 | Pit Hofmann (TSV Niederwürschnitz)     | Annika Hofmann (TSV Niederwürschnitz)       | Stefan Adam (SG Robur Zittau) Björn Wippich (SG Robur Zittau)                 | Annika Schreiber (TSV Niederwürschnitz) Annika Hofmann (TSV Niederwürschnitz)  | Pit Hofmann (TSV Niederwürschnitz) Laura Adam (HSG DHfK Leipzig)          |
| 2023/2024 | Wilhelm Büchner (HSG DHfK Leipzig)     | Marcia Mottarelli (HSG DHfK Leipzig)        | Wilhelm Büchner (HSG DHfK Leipzig) Tom Scholz (HSG DHfK Leipzig)              | Ria Heinrich (Leipziger SV Südwest) Julia Wolf (Leipziger SV Südwest)          | Tom Scholz (HSG DHfK Leipzig) Merle Krachudel (HSG DHfK Leipzig)          |
| 2024/2025 | Wilhelm Büchner (HSG DHfK Leipzig)     | Paula-Elisabeth Nitschke (HSG DHfK Leipzig) | Stefan Adam (SG Robur Zittau) Tobias Axmann (SG Robur Zittau)                 | Paula-Elisabeth Nitschke (HSG DHfK Leipzig) Laura Franze (HSG DHfK Leipzig)    | Stefan Adam (SG Robur Zittau) Laura Franze (HSG DHfK Leipzig)             |